# یخ کارز
یخ کارز (به لاتین: Yakh Karez) یک منطقهٔ مسکونی در افغانستان است که در ولایت قندهار واقع شده‌است.